# Антонис Пападопулос (стадион)
„Антонис Пападопулос“ (на гръцки: Γήπεδο Αντώνης Παπαδόπουλος) е футболен стадион, намира се в град Ларнака, Кипър.
Служи за домакинските срещи на Анортосис. Има 10 230 седящи места. Спортното съоръжение е построено през 1986 г.
Първоначално футболният отбор „Анортозис“ посреща своите опоненти във вътрешното първенство на своя собствен стадион в град Фамагуста. След влизането на турската армия на остров Кипър през 1974 г. се премества да играе домакинските си срещи на стадион „Антонис Пападопулос“.
Именно на този стадион футболистите на „Анортозис“ записват най-успешната страница в клубната си история, достигайки до груповата фаза на турнира за Шампионската лига, побеждавайки последователно отборите на „Пюник“, „Рапид Виена“ и гръцкия футболен гранд „Олимпиакос“. Пак на стадион „Антонис Пападопулос“, националния отбор на Кипър постига успех в своята футболна история, побеждавайки на 5 септември 1998 г. с 3:2 своите колеги от националния отбор на Испания. Друго паметно събитие, провело се на стадиона е финалният мач на Европейското първенство по футбол за юноши до 16-годишна възраст, в който се срещат младежките национални формации на Италия и Португалия.